# 娄春恒
娄春恒（1937年—2005年1月），1937年出生于河南叶县，1962年从河南百泉农业专科学校毕业后，1974年在新疆农科院库车试验站工作，1980年起，在新疆农科院经济作物所工作。

## 成果
在贫困地区推广新品种新技术累计50万公顷，创经济效益10亿元，创外汇5千万美元。产生了巨大的社会经济效益，受到当地政府和广大农民的欢迎和爱戴，称他为“真正为农民利益着想的科技人员”。

## 荣誉
娄春恒长期在新疆从事棉花科研、推广及科技服务工作的40年中，先后主持参加12项科研推广项目，获奖12项。是新疆著名的农业科技专家、全国优秀科技工作者、自治区优秀共产党员、新疆农业科学院研究员。1996年荣获国家科委振华扶贫奖。

## 著作
他的著作有《新疆植棉业》、《棉花实用栽培技术》。

## 逝世
因常年超负荷工作，再加上新疆严酷的自然条件、间质性肺炎（肺泡间质纤维化）和哮喘于2005年1月逝去。
当地群众反应：2005年1月15日，在乌鲁木齐举行的追悼会上，有许多的维吾尔族农民朋友，为娄春恒送行。维族农民说：“我们的生产上去了，生活富裕了，可把我们引上富裕路的‘娄马木’却走了，我们永远不会忘记‘娄马木’的功绩，我们大田里的每一朵棉花都饱含着他的心血和汗水！”

## 亲属
夫人李凤莲。儿子娄恺，女儿娄江玲。